# Залужје (Братунац)
Залужје је насељено мјесто у општини Братунац, Република Српска, БиХ. Према попису становништва из 2013. године, у насељу је живјело 145 становника.

## Становништво
| Демографија | Демографија | Демографија |
| Година      | Становника  | Становника  |
| ----------- | ----------- | ----------- |
| 1971.       | 410         |             |
| 1981.       | 568         |             |
| 1991.       | 623         |             |
| 2013.       | 145         |             |